# KBS 제2FM
KBS 제2FM 또는 KBS 쿨FM(영어: KBS Cool FM, U-KBS MUSIC)은 대한민국의 방송국 한국방송공사에서 운영·송출되는 대중음악, 연예오락 전문 라디오 채널이다. 호출부호는 HLSA-FM이다.

## 역사
1965년 6월 26일 당시 서울FM 방송주식회사가 호출부호 HLCD-FM, 방송명 서울FM으로 방송을 시작하였으며 1년 후인 1966년 8월 15일에 동양방송이 서울FM방송을 인수합병하여 동양FM으로 개명하였으며 호출부호도 HLKC-FM으로 교체되었다. 1980년 12월 1일에 단행된 언론통폐합 당시 KBS에 인수되어 KBS 제2FM 방송으로 변경되었다. 언론통폐합으로 인해서 KBS 제2FM은 광고방송(상업광고방송)을 폐지를 했다. 1997년 호출부호를 HLSA-FM으로 변경하면서 HLSA 대역에 편입되었으며 21년동안에 광고방송(상업광고방송)을 금지를 한 이후에는 2001년 12월 10일에 광고방송(상업광고방송)을 허용 및 개시를 하게 되었다. 2002년 1월 1일에 광고방송(상업광고방송)을 재개 및 실시를 하면서 라디오 프로그램을 끝나고 광고방송(상업광고방송)을 일체 할 수 있게 되었고, 2003년 10월 20일부터 쿨FM(Cool FM)이라는 애칭을 사용하기 시작하였으며 2008년 8월 1일부터 U-KBS MUSIC이라는 T-DMB V-Radio채널로 전국송출이 되기 시작했다. 서울 남산 송신소에서 10kw로 송신하여 방송되었으나, 2010년 3월 2일에는 송신소를 남산에서 관악산 송신소로 이전하여 경기도 남부 지역 및 충청남도 북부 지역에서도 들을 수 있게 되었다.
현존하는 대표적인 장수 프로그램으로는 상쾌한 아침, FM대행진, 음악앨범, 가요광장, 사랑하기 좋은 날 이금희입니다, 볼륨을 높여요, 키스 더 라디오 등이 있다. 그 중 FM대행진은 동양방송(이하 TBC FM)에서 방송된 프로그램 중 현재까지 이어져 내려온 프로그램이다.
주로 대중음악을 방송한다. 사랑하기 좋은 날 이금희입니다처럼 일부 옛날 가요 및 팝송을 방송하는 경우도 있다.

## 특징
1965년 6월 26일에 서울FM 라디오방송국을 개국을 했고, 광고방송(상업광고방송)을 실시를 했다. 1965년 6월 26일부터 1980년 11월 30일까지 광고방송(상업광고방송)을 했는데 1980년 11월 30일은 광고방송(상업광고방송)을 마지막으로 내보냈다. 1980년 12월 1일부터 언론통폐합으로 인해서 KBS로 강제 양도되었고, 광고방송(상업광고방송) 기능과 폐지를 하면서 광고방송(상업광고방송)은 편성을 하지 않게 되었다.
1980년 12월 1일부터 2001년 12월 9일까지 광고방송(상업광고방송)을 중단한 채로 공익광고방송만 했고, 중단된 지 21년만에 2001년 12월 10일에 광고방송(상업광고방송) 개시 결정 및 허가가 떨어졌다. 이에 맞춰 2002년 1월 1일에는 광고방송(상업광고방송)을 개시 및 재실시를 했고, 광고방송(상업광고방송)을 편성을 하게 되었다. KBS 소속 라디오채널들 중 KBS 제2라디오와 같이 광고방송(상업광고방송)을 하고 있는 라디오채널이다.

## 방송 시보 멘트
| “ | 89.1㎒ 즐거움과 안식의 샘 동양FM방송입니다. HLKC-FM (10초 상업광고 후) OO제공시보, OO시를 알려드립니다. | ” |

(동양FM 시절(1974년~1979년))
| “ | 89.1㎒ 동양FM 방송입니다. HLKC-FM (10초 상업광고 후) OO제공시보 OO시를 알려드립니다. | ” |

(동양FM 시절(1979년~1980년))
| “ | (89.1㎒ KBS 제2FM~) 잠시후 OO시를 알려드립니다. | ” |

 (상업광고 폐지 당시(1980.12.01~1995), 정각 시보 )
| “ | 좋은 방송, 밝은 내일 KBS가 잠시후 OO시를 알려드립니다. FM 89.1MHz, KBS 제2FM방송입니다. | ” |

 (상업광고 폐지 당시(1995~2001.12.31), 정각 시보 )
| “ | 89.1㎒ KBS 제2FM 방송입니다. (10초 상업광고 후) OO가(이) OO시를 알려드립니다. | ” |

 (광고 시(2002.01.01~2007.04.15), 정각 시보)
| “ | 89.1㎒ KBS 제2FM 방송입니다. (KBS FM~) 좋은 방송 밝은 내일 KBS가 (잠시 후) OO시를 알려드립니다. | ” |

 (광고가 안 붙은 시(2002.01.01~2003.10.19), 정각 시보)
| “ | 89.1㎒ KBS 제2FM 방송입니다. (KBS COOL FM~) 좋은 방송 밝은 내일 KBS가 (잠시 후) OO시를 알려드립니다. | ” |

 (광고가 안 붙은 시(2003.10.20~2007.04.15), 정각 시보)
| “ | 89.1㎒ KBS 쿨FM입니다. (10초 상업광고 후) OO가(이) OO시를 알려드립니다. | ” |

 (광고 시(2007.04.16~ ), 정각 시보, 30분 시보)
| “ | (사랑하기 때문에 KBS~ ) FM 89.1㎒ KBS 쿨 FM 방송입니다. 정성을 다하는 KBS 라디오가 OO시를 알려드립니다. | ” |

(광고가 안 붙은 시, 정각 시보(2007.04.16~2014.12.31), 새벽 4시 시보(2018.05.14~))
| “ | (사랑하기 때문에 KBS~ ) 잠시후 OO시에는 OO(프로그램 제목)를(을) 보내드립니다(이어집니다). 89.1㎒ KBS 쿨FM입니다. | ” |

 (광고가 안 붙은 시(2015.01.01~ ), 정각 시보)
| “ | (Listen to the music~~ Listen to the music~ U~ U~ (두번 반복) KBS MUSIC) U-KBS MUSIC이 OO시를 알려드립니다. 대한민국 음악중심 U-KBS MUSIC | ” |

 (광고가 안 붙은 시, 정각 시보 (DMB에만 사용))
| “ | 대한민국 음악중심 U-KBS MUSIC (10초 상업광고 후) OO가(이) OO시를 알려드립니다. | ” |

 (광고 시, 정각 시보 (DMB에만 사용))
| “ | (KBS COOL FM~) 즐거움이 있는 대중음악 채널, 89.1㎒ KBS 쿨FM입니다. | ” |

(광고가 안 붙은 시(2015.01.01~ ), 30분 시보 (11시~13시 제외))
| “ | 잠시후 이은지의 가요광장/사랑하기 좋은날이 이어집니다. (10초 상업광고 후) OO가(이) OO시를 알려드립니다. | ” |

(광고 시(2016.09.05~ ), 12시 30분ㆍ13시 30분ㆍ18시 30분ㆍ19시 30분 시보(Cool FM(수도권 89.1㎒) + 지역권 2라디오(Happy FM) 동시 송출))
| “ | (사랑하기 때문에 KBS~ ) 지금 여러분께서는 KBS 라디오를 듣고 계십니다. 잠시후 이은지의 가요광장/사랑하기 좋은날이 이어집니다 | ” |

(광고가 안 붙은 시(2016.09.05~ ), 12시 30분ㆍ13시 30분ㆍ18시 30분ㆍ19시 30분 시보(Cool FM(수도권 89.1㎒) + 지역권 2라디오(Happy FM) 동시 송출))
| “ | 좋은 방송 밝은 내일 KBS가 잠시후 5시를 알려드립니다. FM 89.1㎒ KBS 제2FM 방송입니다. | ” |

 (새벽 5시 시보)
| “ | 89.1㎒ KBS 쿨FM입니다. (10초 현대자동차 또는 AK플라자 광고 후) 현대자동차 OO 또는 AK플라자 가(이) OO시를 알려드립니다. | ” |

 ((2016 ~ ), 일부에 정각 시보에 나온다.)
| “ | (마음 속 가득 만들었음을 그대와 나의 U-KBS MUSIC) 지금 시각은 5시입니다. U-KBS MUSIC | ” |

 (4초 시보음) (DMB에만 사용) (새벽 5시 시보)

## 연혁

### 서울FM → TBC FM (동양FM)
- 1965년 6월 26일 : 한국 최초의 FM방송인 서울FM 방송 개국 및 광고방송(상업광고방송) 개시 및 실시.
- 1966년 8월 15일 : 동양방송이 서울FM 방송을 인수, 동양FM으로 개칭.
- 1970년 : 한국 최초로 스테레오 방송 개시.
- 1974년 : 한국 최초로 콜사인을 넣은 시보 방송 개시.
- 1975년 6월 26일 : 개국 10주년.
- 1975년 11월 10일 : FM대행진 방송 시작.
- 1977년 6월 26일 : 개국 12주년

### TBC FM(동양FM) → KBS 2FM
- 1980년 6월 26일 : 개국 15주년.
- 1980년 12월 1일 : 0시부터 언론통폐합으로 동양방송 TBC-FM(동양FM, 東洋FM)을 양도받아 KBS 제2FM으로 변경 및 광고방송(상업광고방송) 폐지.[7]
- 1981년 3월 6일 : 광고방송(상업광고방송)을 재개 및 실시를 하지 못해서 수신료로 운영을 하면서 광고방송(상업광고방송) 없이 라디오프로그램을 시작 및 끝남.[8]
- 1981년 3월 7일 : 광고방송(상업광고방송) 없이 수신료로 운영 및 공익광고방송까지 방영을 함.[9]
- 1982년 1월 25일 :KBS 2TV의 채널에서 광고방송(상업광고방송) 시간이 편성변경으로 인해 1TV의 채널은 2TV의 채널과 다르게 광고방송(상업광고방송)을 평일 및 주말과 공휴일까지 포함해서 오전과 오후의 광고방송(상업광고방송)을 줄임. 2FM의 채널은 광고방송(상업광고방송) 없이 공익광고방송까지 하면서 수신료로 운영 및 라디오프로그램을 시작 및 종료까지 함.[10]
- 1985년 6월 26일 : 개국 20주년.
- 1985년 11월 10일 : FM대행진 방송 10주년.
- 1986년 11월 17일 : 가요광장 방송 시작.
- 1987년 : 음악앨범 방송 시작.
- 1987년 11월 10일 : FM대행진 방송 12주년.
- 1990년 11월 10일 : FM대행진 방송 15주년.
- 1994년 10월 1일 : 종일방송 실시. 남산송신소 - 여의도연주소 간 전용회선망(STL) 디지털화.
- 1995년 4월 3일 : 볼륨을 높여요 방송 시작.
- 1995년 6월 26일 : 개국 30주년.
- 1995년 11월 10일 : FM대행진 방송 20주년.
- 1996년 11월 17일 : 가요광장 방송 10주년.
- 1997년 : 음악앨범 방송 10주년.
- 1998년 11월 17일 : 가요광장 방송 12주년.
- 1999년 : 음악앨범 방송 12주년.
- 2001년 10월 14일 : 가요광장 엄정화 하차.
- 2001년 10월 15일 : 가요광장 강성연 DJ 시작.
- 2001년 11월 17일 : 가요광장 방송 15주년.
- 2001년 12월 10일 : 방송위원회(현 방송통신위원회), 21년만에 KBS 2FM 광고방송(상업광고방송) 허용 및 개시.[11]
- 2002년 : 음악앨범 방송 15주년.
- 2002년 1월 1일 : KBS 제2라디오와 같이 재계약을 해서 광고방송(상업광고방송) 개시 및 재개.(굿모닝 팝스 제외) KBS 제2라디오의 채널과 통합 및 광고방송(상업광고방송) 실시.[12]

### KBS 2FM → KBS 쿨FM
- 2002년 7월 16일 : 가요광장 강성연 하차.
- 2002년 7월 17일 : 가요광장 강수지 DJ 시작.
- 2002년 10월 21일 : 골든팝스, 김경란의 러빙유, 상쾌한 아침 방송 시작.
- 2003년 5월 11일 : 김경란의 러빙유 방송 폐지, 상쾌한 아침 손미나 작가, 가요광장 강수지 하차.
- 2003년 5월 12일 : 상쾌한 아침 최원정 아나운서, 가요광장 최은경 방송인 DJ 시작.
- 2003년 10월 19일 : 사랑해요 FM 방송 폐지.
- 2003년 10월 20일 : 2FM의 애칭을 "쿨FM(Cool FM)"으로 명명.
- 2003년 10월 20일 : 봄여름가을겨울의 브라보 마이 라이프 방송 시작.
- 2004년 4월 26일 : 키스 더 라디오 방송 시작.
- 2004년 10월 17일 : 가요광장 최은경 방송인, 볼륨을 높여요 이본 하차.
- 2004년 10월 18일 : 가요광장 김구라, 볼륨을 높여요 배우 최강희 DJ 시작.
- 2005년 3월 3일 : 보이는 라디오 실시로 생방송 스튜디오를 본관 4층 생방송 스튜디오에서 본관 2층에 마련한 라디오 오픈 스튜디오로 이전(KBS 해피FM 포함)
- 2005년 4월 3일 : 볼륨을 높여요 방송 10주년.
- 2005년 6월 26일 : KBS 쿨FM 개국 40주년.
- 2005년 8월 1일 : 아침 7시 ~ 오전 9시대(FM대행진) 2부(1시간) 체제를 4부(30분) 체제로 전환.
- 2005년 10월 30일 : 상쾌한 아침 최원정 아나운서 하차.
- 2005년 10월 31일 : 상쾌한 아침 백승주 아나운서 DJ 시작.
- 2005년 11월 10일 : FM대행진 방송 30주년.
- 2006년 4월 24일 : 저녁 6시 ~ 8시대 ’브라보 마이 라이프’(현. 사랑하기 좋은 날)) 2부(1시간) 체제를 4부(30분) 체제로 전환.
- 2006년 8월 20일 : 키스 더 라디오 데니안 하차.
- 2006년 8월 21일 : 키스 더 라디오 이특과 은혁을 DJ 시작.
- 2006년 10월 8일 : 볼륨을 높여요 배우 최강희 DJ 잠정 하차.
- 2006년 10월 9일 : 볼륨을 높여요 가수 메이비 DJ 시작.
- 2006년 11월 17일 : 가요광장 방송 20주년.
- 2007년 : 음악앨범 방송 20주년.
- 2007년 4월 3일 : 볼륨을 높여요 방송 12주년.
- 2007년 4월 15일 : 봄여름가을겨울의 브라보 마이 라이프, 가요산책, 골든팝스 방송 폐지, 가요광장 김구라 하차.
- 2007년 4월 16일 : 두근두근 11시, 사랑하기 좋은 날 이금희입니다 방송 시작, 가요광장 홍진경 DJ 시작.
- 2007년 10월 15일 : 음악세계 방송 폐지.
- 2008년 4월 21일 : 낮 12시 ~ 오후 2시대(가요광장), 오후 4시 ~ 저녁 6시대(미스터 라디오 (현. 뮤직쇼)) 2부(1시간) 체제를 4부(30분) 체제로 전환, 유희열의 라디오 천국 방송 시작.
- 2008년 11월 16일 : 상쾌한 아침 백승주 아나운서 하차.
- 2008년 11월 17일 : 상쾌한 아침 조수빈, 뮤직쇼 서경석 DJ 시작.
- 2009년 4월 27일 : 심야식당 방송 시작.
- 2009년 10월 25일 : 상쾌한 아침 조수빈 하차.
- 2009년 10월 26일 : 상쾌한 아침 이지애 DJ 시작.
- 2010년 3월 2일 : 남산 송신소에서 관악산 송신소로 이전.
- 2010년 4월 3일 : 볼륨을 높여요 방송 15주년.
- 2010년 4월 18일 : 두근두근 11시 방송 폐지, 뮤직쇼 서경석, 볼륨을 높여요 가수 메이비 하차.
- 2010년 4월 19일 : 팝스 팝스, 히든 트랙 방송 시작, 뮤직쇼 이수영, 볼륨을 높여요 나르샤 (브라운 아이드 걸스) DJ 시작.
- 2010년 9월 19일 : 가요광장 홍진경 하차.
- 2010년 9월 20일 : 가요광장 옥주현 DJ 시작.
- 2010년 12월 31일 : 3시와 5시 사이 연말 방송 폐지, 볼륨을 높여요 나르샤 (브라운 아이드 걸스) 연말 방송 하차.
- 2011년 1월 1일 : 2011 개편으로 새벽 3시 ~ 5시대 프로그램 시간에 광고방송(상업광고방송) 폐지(’3시와 5시 사이’ 폐지) → DMB(U-KBS MUSIC 프로그램 재방송), (2부(1시간) 체제에서 2시간 체제로 전환), 볼륨을 높여요 배우 최강희 신묘년 새해 첫날 DJ 재시작.
- 2011년 4월 10일 : 뮤직쇼 이수영 하차.
- 2011년 4월 11일 : 뮤직쇼 데니안 DJ 시작.
- 2011년 11월 6일 : 유희열의 라디오 천국, 심야식당 방송 폐지, 가요광장 옥주현, 볼륨을 높여요 배우 최강희 하차.
- 2011년 11월 7일 : 음악세계 방송 재개, 가요광장 전현무, 볼륨을 높여요 유인나 DJ 시작.
- 2011년 12월 4일 : 키스 더 라디오 이특과 은혁을 하차.
- 2011년 12월 5일 : 키스 더 라디오 성민과 려욱을 DJ 시작.
- 2012년 9월 2일 : 가요광장 전현무 하차.
- 2012년 9월 3일 : 가요광장 김범수 가수 DJ 시작.
- 2012년 10월 21일 : 상쾌한 아침 방송 10주년.
- 2012년 11월 5일 : 옥탑방 라디오 방송 시작.
- 2013년 4월 7일 : 뮤직쇼 데니안, 키스 더 라디오 성민과 려욱을 하차.
- 2013년 4월 8일 : 뮤직쇼 김C, 키스 더 라디오 려욱 DJ 시작.
- 2013년 4월 30일 : 히든 트랙 방송 폐지.
- 2013년 10월 27일 : 가요광장 김범수 가수 하차.
- 2013년 10월 28일 : 가요광장 이소라 모델 DJ 시작.
- 2014년 4월 6일 : 상쾌한 아침 이지애 하차.
- 2014년 4월 7일 : 상쾌한 아침 정다은 아나운서 DJ 시작.
- 2014년 4월 26일 : 키스 더 라디오 방송 10주년.
- 2014년 10월 21일 : 상쾌한 아침 방송 12주년.
- 2014년 12월 31일 : 팝스 팝스, 음악세계 연말 방송 폐지, 가요광장 이소라 모델, 뮤직쇼 김C 연말 방송 하차.
- 2015년 1월 1일 : 박명수의 라디오쇼[13], 심야식당, 뮤직쇼 조우종, 가요광장 방송인 김성주와 가수 이창민을 을미년 새해 첫날, DJ 방송 시작.
- 2015년 2월 2일 : 오전 9시 ~ 11시대(음악앨범), 오후 2시 ~ 4시대(슈퍼라디오 (현. 즐거운 생활)), 저녁 8시 ~ 밤 10시대(볼륨을 높여요) 2부(1시간) 체제를 4부(30분) 체제로 전환
- 2015년 3월 2일 : 굿모닝 팝스(아침 6시 ~ 7시대) 시간에 광고방송(상업광고방송) 실시.
- 2015년 4월 3일 : 볼륨을 높여요 방송 20주년.
- 2015년 6월 26일 : KBS 쿨FM 개국 50주년.
- 2015년 8월 3일 : 오전 11시 ~ 낮 12시대(라디오쇼 방송 시간대) 1시간 체제에서 2부(30분) 체제로 전환하면서 쿨FM 주간 프로그램 대부분이 30분제로 전환 완료.
- 2015년 11월 10일 : FM대행진 방송 40주년.
- 2016년 3월 27일 : 가요광장 방송인 김성주와 가수 이창민을 하차.
- 2016년 3월 28일 : 가요광장 박지윤 방송인 DJ 시작.
- 2016년 4월 24일 : 키스 더 라디오 려욱 하차.
- 2016년 4월 25일 : 키스 더 라디오 이특 DJ 시작.
- 2016년 4월 26일 : 키스 더 라디오 방송 12주년.
- 2016년 5월 8일 : 볼륨을 높여요 유인나 하차.
- 2016년 5월 9일 : 볼륨을 높여요 조윤희 DJ 시작.
- 2016년 7월 17일 : 뮤직쇼 조우종 하차.
- 2016년 7월 18일 : 뮤직쇼 유지원 아나운서 DJ 시작.
- 2016년 9월 5일 : 가요광장, 지역권 해피FM(2라디오)를 통해 전국방송 실시.
- 2016년 10월 16일 : 키스 더 라디오 이특 하차.
- 2016년 10월 17일 : 키스 더 라디오 이홍기 DJ 시작.
- 2016년 11월 17일 : 가요광장 방송 30주년.
- 2017년 : 음악앨범 방송 30주년.
- 2017년 2월 6일 : 굿모닝 팝스, 진행자 교체(이근철·존 발렌타인→레이나)와 동시에 해피FM(2라디오)을 통해 동시방송 실시.
- 2017년 4월 16일 : 사랑하기 좋은 날 이금희입니다 방송 10주년.
- 2017년 5월 14일 : 가요광장 박지윤 방송인, 뮤직쇼 유지원 아나운서 하차.
- 2017년 5월 15일 : 가요광장 이수지 희극인, 뮤직쇼 온주완 DJ 시작.
- 2017년 5월 28일 : 상쾌한 아침 정다은 아나운서 하차.
- 2017년 5월 29일 : 상쾌한 아침 박소현 아나운서 DJ 시작.
- 2017년 7월 2일 : 볼륨을 높여요 조윤희 하차.
- 2017년 7월 3일 : 볼륨을 높여요 김예원 DJ 시작.
- 2017년 9월 3일 : FM대행진 황정민 아나운서 하차.
- 2017년 10월 21일 : 상쾌한 아침 방송 15주년.
- 2018년 2월 27일 : FM대행진 박은영 아나운서 DJ 시작.
- 2018년 5월 13일 : 뮤직쇼 온주완, 키스 더 라디오 이홍기 하차.
- 2018년 5월 14일 : 더 가까이(DMB 프로그램) 종방으로 인하여 새벽 3시 ~ 5시대 광고방송(상업광고방송) 재개(현, 미스터 라디오 재방송)로 쿨FM 광고방송(상업광고방송) 재개 및 16년 만에 전 시간대 광고방송(상업광고방송) 실시, 뮤직쇼 문희준, 미스터 라디오 김승우, 장항준, 키스 더 라디오 곽진언 DJ 시작.
- 2018년 6월 3일 : 옥탑방 라디오 방송 폐지, 굿모닝 팝스 레이나 하차, 볼륨을 높여요 김예원 하차.
- 2018년 6월 4일 : 설레는 밤 김예원 배우 방송 시작, 굿모닝 팝스 조승연 진행 시작, 볼륨을 높여요 이수현 (악동뮤지션) DJ 시작.
- 2018년 9월 17일 : 쿨FM 생방송 스튜디오 새단장 이전 (구.해피FM(2라디오) 생방송 스튜디오로 이전).
- 2018년 12월 16일 : 키스 더 라디오 곽진언 하차.
- 2018년 12월 17일 : 키스 더 라디오 박원 DJ 시작.
- 2019년 4월 16일 : 사랑하기 좋은 날 이금희입니다 방송 12주년.
- 2019년 4월 26일 : 키스 더 라디오 방송 15주년.
- 2019년 6월 30일 : 가요광장 이수지 희극인 하차.
- 2019년 7월 1일 : 가요광장 정은지 (에이핑크) DJ 시작.
- 2020년 1월 5일 : 굿모닝 팝스 조승연 하차, 볼륨을 높여요 이수현 (악동뮤지션) 하차.
- 2020년 1월 6일 : 굿모닝 팝스 영어강사 겸 가수 조정현 방송 진행 시작, 볼륨을 높여요 강한나 DJ 시작.
- 2020년 2월 2일 : FM대행진 박은영 아나운서 하차.
- 2020년 2월 17일 : FM대행진 조우종 DJ 시작.
- 2020년 3월 1일 : 뮤직쇼 문희준 하차.
- 2020년 3월 2일 : 뮤직쇼 황정민 아나운서 방송 DJ 시작.
- 2020년 3월 15일 : 상쾌한 아침 박소현 아나운서 하차.
- 2020년 3월 16일 : 상쾌한 아침 김도연 아나운서 DJ 시작.
- 2020년 6월 22일 : 경란파워 김경란 아나운서 DJ 시작.
- 2020년 8월 31일 : 상쾌한 아침, 박명수의 라디오쇼가 해피FM(2라디오)을 통해 동시방송 실시.
- 2020년 11월 1일 : 키스 더 라디오 박원 하차.
- 2020년 11월 23일 : 키스 더 라디오 Young K DJ 시작.
- 2021년 7월 5일 : 사랑하기 좋은 날 이금희입니다, 지역권 해피FM(2라디오)을 통해 지역방송 실시.
- 2021년 9월 5일 : 심야식당 방송 폐지.
- 2021년 9월 6일 : STATION Z 방송 시작.
- 2021년 10월 10일 : 키스 더 라디오 Young K 방송 잠정 하차.
- 2021년 10월 31일 : 볼륨을 높여요 강한나 하차.
- 2021년 11월 1일 : 볼륨을 높여요 신예은, 키스 더 라디오 이민혁 DJ 시작.
- 2022년 2월 27일 : 가요광장 정은지 (에이핑크) 하차.
- 2022년 3월 14일 : 가요광장 이기광 DJ 시작.
- 2022년 4월 16일 : 사랑하기 좋은 날 이금희입니다 방송 15주년.
- 2022년 7월 31일 : 볼륨을 높여요 신예은 하차.
- 2022년 8월 22일 : 볼륨을 높여요 헤이즈 DJ 시작.
- 2022년 10월 21일 : 상쾌한 아침 방송 20주년.
- 2022년 12월 18일 : 상쾌한 아침 김도연 아나운서 하차.
- 2022년 12월 19일 : 상쾌한 아침 이지연 아나운서 방송 DJ 시작.
- 2023년 4월 16일 : 가요광장 이기광 하차.
- 2023년 4월 24일 : 가요광장 이은지 희극인 방송 DJ 시작.
- 2023년 6월 4일 : 키스 더 라디오 이민혁 방송 하차.
- 2023년 6월 19일 : 키스 더 라디오 Young K DJ 시작.
- 2023년 9월 3일 : 볼륨을 높여요 헤이즈 하차.
- 2023년 9월 8일 : KBS 2FM, 시청자 참여형 스튜디오 개소.
- 2023년 10월 2일 : 볼륨을 높여요 김청하 방송 DJ 시작.
- 2023년 12월 31일 : 설레는 밤, STATION Z, 미스터 라디오 재방송 연말 방송 폐지, FM대행진 조우종 연말 방송 하차.
- 2024년 1월 1일 : FM대행진 조정식 아나운서 진행 시작, 밤 12시부터 새벽 5시까지 5시간짜리 쿨플리 갑진년 새해 첫날, 방송 시작.
- 2024년 3월 31일 : 상쾌한 아침 이지연 아나운서 하차.
- 2024년 4월 1일 : 상쾌한 아침 이슬기 아나운서 방송 시작, 쿨플리 1시간 단축 및 스테이션 제로 신설과 함께 방송 시작.
- 2024년 4월 26일 : 키스 더 라디오 방송 20주년.
- 2024년 6월 30일: 굿모닝 팝스 방송 폐지, 키스 더 라디오 Young K 하차.
- 2024년 7월 1일: 상쾌한 아침을 1시간에서 2시간으로 변경, 키스 더 라디오 아이엠 방송 시작.
- 2024년 9월 1일: 뮤직쇼 황정민 아나운서 하차.
- 2024년 9월 2일: 뮤직쇼 박소현 아나운서 DJ 방송 시작, 스테이션 엑스 신설과 함께 방송 시작, 쿨플리를 새벽 1시에서 새벽 2시로 시간대 변경.
- 2024년 10월 6일: 볼륨을 높여요 김청하 하차.
- 2024년 10월 13일: 뮤직쇼 박소현 아나운서 하차.
- 2024년 10월 14일: 뮤직쇼 강성규 아나운서 DJ 방송 시작.
- 2024년 11월 4일 : FM대행진, 지역권 해피FM(2라디오)을 통해 지역방송 실시.
- 2024년 11월 24일: 뮤직쇼 방송 폐지.
- 2024년 11월 25일: 슈퍼라디오 방송 시작. 볼륨을 높여요 효정 방송 DJ 시작.
- 2025년: FM대행진 방송 50주년, KBS 쿨FM 개국 60주년.
- 2025년 1월 1일: 박명수의 라디오쇼 방송 10주년.
- 2025년 2월 9일: 쿨플리, 시대음감 방송 폐지.
- 2025년 2월 15일: 스테이션 엑스 시간대 변경.
- 2025년 4월 3일: 볼륨을 높여요 방송 30주년.
- 2025년 4월 7일: 강혜정의 강혜파워 방송 DJ 시작.
- 2025년 7월 6일: 키스 더 라디오 아이엠 하차.
- 2025년 7월 7일: 키스 더 라디오 한해 DJ 방송 시작.

## 특이 사항
KBS Cool FM(2FM)은 전국 각 지역 9개 민영방송 네트워크로 일제히 송출되는 SBS 파워FM과는 달리, 현재까지도 전국 동시 네트워크 방송망이 되어있지 않으며, 기존 동양방송 서울본사의 주파수 및 호출부호를 그대로 사용하므로, 가청권역이 수도권 지역으로만 국한되어 있다.
1980년 12월 1일에 광고방송(상업광고방송)을 폐지한 이후 2001년 12월 9일까지 광고가 없는 상태에서 모든 방송이 진행되었고, 같은 날인 12월 9일까지 지역국 FM 방송에서 서울의 클래식FM(1FM)과 쿨FM(2FM)을 나눠서 중계한 적이 있었다.
2002년 1월 1일부터 광고방송(상업광고방송)을 하고 있으며, 이러한 관계로 음악FM을 KBS Classic FM(제1FM 방송)으로 취급하는 KBS의 지방국에서는 광고가 금지되어 있어서 현재는 수도권에서만 KBS Cool FM(제2FM 방송)을 들을 수 있다(조정식의 FM대행진, 이은지의 가요광장, 사랑하기 좋은 날 이금희입니다(KBS Happy FM(제2라디오)) 제외).
지역에서도 Cool FM 분리를 요구하고 있으나, 본사에서는 정책의 이유를 들어 무시하고 있다. 본사에서는 주파수가 단독으로 한정되어 있어서 허가를 받지 못한다고 밝혔으며, Cool FM 프로그램 타지역 송출이 대거 감축된 2001년에는 차별화를 이유로 내세웠으나, 실제로는 광고 방송을 가장 큰 원인으로 보고 있다. 그 무렵에 일부 지역에서는 KBS Happy FM(제2라디오)이 대거 표준FM으로 전환 및 신설되었고, 일부 종교 방송들도 허가를 받아 FM 채널들이 신설되기도 하였다.
이런 문제로 수도권을 제외한 다른 지방에서는 라디오를 통한 청취가 불가능하며, 인터넷, 휴대전화(KBS 전용 어플리케이션 포함)를 이용하거나 2008년부터 지상파 DMB(U-KBS MUSIC ⓤKBS♬)에서 KBS Cool FM의 프로그램 대부분을 재전송하는 U-KBS MUSIC을 통해서만 청취가 가능했다. 단, 데이식스의 키스 더 라디오는 지상파 DMB(U-KBS MUSIC ⓤKBS♬)를 통한 청취가 가능해졌으며, 이후 본사에서 Happy FM(2R) 지역 네트워크를 활용하면서 박명수의 라디오쇼는 2016년 4월 25일부터, 이은지의 가요광장은 2016년 9월 5일부터, 사랑하기 좋은 날 이금희입니다는 2021년 7월 5일부터, 조정식의 FM대행진은 2024년 11월 4일부터 각 지역 KBS Happy FM(제2라디오) 주파수로 청취할 수 있다.
또한 조정현의 굿모닝 팝스는 2017년 2월 6일부터 KBS Happy FM(제2라디오)과 동시 네트워크로 일제히 송출됨에 따라서 지역국 FM에서의 방송이 중단되었고, 이슬기의 상쾌한 아침, 박명수의 라디오쇼는 2020년 8월 31일부터 KBS Happy FM(제2라디오)과 동시 네트워크로 일제히 송출된다. 단, 굿모닝 팝스는 2024년 6월 30일자로 방송 종료되며, 상쾌한 아침은 2024년 7월 1일부터 2시간 방송된다.

## 방송 프로그램
2025년 7월 7일 기준 
| 방송시간        | 프로그램                       | 2FM (쿨FM) | DMB | 비고 |
| --------------- | ------------------------------ | ---------- | --- | --- |
| 05:00           | 이슬기의 상쾌한 아침           | o          | o   | 해피FM(2라디오)을 통해 동시 네트워크로 일제히 송출 (전국방송) 녹음방송                                                |
| 07:00           | 조정식의 FM대행진              | o          | o   | 각 지역총국 해피FM(2라디오)을 통해 동시 네트워크로 일제히 송출 (전국방송) 평일 : 생방송 / 주말 : 녹음방송             |
| 09:00           | 이현우의 음악앨범              | o          | o   | 월~목 : 생방송 / 금~일 : 녹음방송                                                                                     |
| 11:00           | 박명수의 라디오쇼              | o          | o   | 해피FM(2라디오)을 통해 동시 네트워크로 일제히 송출 (일부지역 자체방송) 월~금 : 생방송 / 토,일 : 녹음방송              |
| 12:00           | 이은지의 가요광장              | o          | o   | 각 지역총국 해피FM(2라디오)을 통해 동시 네트워크로 일제히 송출 (전국방송) 월~금 : 생방송(변동가능) / 토~일 : 녹음방송 |
| 14:00 01:00(재) | 하하의 슈퍼라디오              | o          | o   | 월~금 : 생방송 / 토,일 : 녹음방송                                                                                     |
| 16:00           | 윤정수, 남창희의 미스터 라디오 | o          | o   | 평일 : 생방송 / 주말 : 녹음방송                                                                                       |
| 18:00 03:00(재) | 사랑하기 좋은 날 이금희입니다  | o          | o   | 각 지역총국 해피FM(2라디오)을 통해 동시 네트워크로 일제히 송출 평일(월~금) 생방송 / 주말(토, 일) 녹음방송             |
| 20:00           | 오마이걸 효정의 볼륨을 높여요  | o          | o   | 월~목 : 생방송 / 금,토,일 : 녹음방송                                                                                  |
| 22:00           | 한해의 키스 더 라디오          | o          | o   | 월~목 : 생방송 / 금,토,일 : 녹음방송                                                                                  |
| 평일 주말 00:00 | 스테이션 제로 스테이션 엑스    | o          | o   | 녹음방송 |

## 역대 진행자
- 故 김광한 - 김광한의 팝스다이얼, 김광한의 팝스 투나잇, 김광한의 추억의 골든 팝스
- 김자영 - 세계의 유행음악
- 김현주 - FM 매거진
- 전영록 - 달리는 FM, 팝스 투데이
- 전영혁 - FM25시, 전영혁의 음악세계
- 정보석 - 영화음악실
- 최다니엘 - 최다니엘의 팝스 팝스, 더 가까이
- 조원선 - 더 가까이
- 정지원 - 더 가까이
- 고민정 - 더 가까이
- 황정민 - FM대행진, 뮤직쇼
- 이숙영 - FM대행진
- 최은경 - FM대행진, 가요광장
- 임백천 - 뮤직쇼, 골든팝스
- 홍서범 - 뮤직쇼
- 김장훈 - 뮤직쇼
- 윤도현 - 뮤직쇼
- 서경석 - 뮤직쇼
- 강수정 - 뮤직쇼
- 이수영 - 뮤직쇼
- 데니안 - 뮤직쇼
- 김C - 뮤직쇼
- 조우종 - 뮤직쇼, FM대행진
- 유지원 - 옥탑방 라디오, 뮤직쇼
- 온주완 - 뮤직쇼
- 문희준 - 뮤직쇼
- 오미희 - 가요광장, 가요산책
- 최화정 - 가요광장
- 이소라 - 가요광장(1996~1997, 2013~2014)
- 엄정화 - 가요광장
- 궁선영 - 가요광장
- 강성연 - 가요광장
- 강수지 - 가요광장
- 김구라 - 가요광장
- 홍진경 - 가요광장, 홍진경의 2시
- 옥주현 - 가요광장
- 전현무 - 가요광장
- 김범수 - 가요광장
- 김성주 - 가요광장
- 창민 - 가요광장
- 이수지 - 가요광장
- 故 김자옥 - 가요산책
- 장유진 - 가요산책
- 서세원 - 가요산책, 2시가 좋아 (2FM)
- 이병진 - 2시가 좋아 (2FM)[16]
- 이금희 - 가요산책 (현재 사랑하기 좋은 날 진행중)
- 봄여름가을겨울 - 2시가 좋아 (2FM), Bravo, My Life!, FM 인기가요 (2FM)
- 이적 - 이적의 드림온
- 김동률 - 뮤직 아일랜드
- 테이 - 뮤직 아일랜드
- 윤상 - 0시의 스튜디오, 팝스 팝스
- 성세정 - 0시의 스튜디오
- 이상은 - 사랑해요 FM
- 데니안 - 키스 더 라디오, 뮤직쇼
- 김희애 - FM 인기가요 (2FM)
- 고현정 - FM 인기가요 (2FM)
- 박중훈 - FM 인기가요 (2FM)
- 최수지 - FM 인기가요 (2FM)
- 도지원 - FM 인기가요 (2FM)
- 유영석 - FM 인기가요 (2FM)
- 이주노 - FM 인기가요 (2FM)
- 차태현 - FM 인기가요 (2FM), 미스터 라디오(안재욱 차태현의 미스터 라디오)
- 박수홍, 박경림 - FM 인기가요 (2FM)[17]
- 한진희 - 음악앨범
- 임성훈 - 음악앨범
- 박인희 - 음악앨범
- 유열 - 음악앨범
- 이택림 - 스튜디오 891
- 임수민 - 스튜디오 891
- 이선영 - 영화음악실
- 채시라 - 영화음악실
- 안재욱 - 미스터 라디오(안재욱 차태현의 미스터 라디오)
- 이훈, 지현우 - 미스터 라디오
- 이혁재, 조향기 - 화려한 인생
- 강타 - 강타의 자유선언, 강타, 신혜성의 자유선언
- 신혜성 - 강타, 신혜성의 자유선언
- 홍경민 - 자유선언
- 이민우 - 자유선언
- 나얼 - 음악세계
- 이본 - 볼륨을 높여요
- 나르샤 - 볼륨을 높여요
- 메이비 - 볼륨을 높여요
- 최강희 - 볼륨을 높여요(2004~2006, 2011), 최강희의 야간비행
- 유인나 - 볼륨을 높여요
- 조윤희 - 볼륨을 높여요
- 김예원 - 볼륨을 높여요, 설레는 밤
- 이혜성 - 설레는 밤
- 이현주 - 설레는 밤
- 이수현 - 볼륨을 높여요
- 배한성 - 밤하늘의 멜러디
- 곽영일 - 굿모닝 팝스
- 오성식 - 굿모닝 팝스
- 이지영 - 굿모닝 팝스
- 이근철 - 굿모닝 팝스
- 존 발렌타인 - 굿모닝 팝스
- 레이나 - 굿모닝 팝스
- 조승연 - 굿모닝 팝스
- 조정현 - 굿모닝 팝스
- 박수홍 - 두근두근 11시
- 캔 - 미스터 라디오
- 변우영 - 3시와 5시 사이
- 윤지영 - 3시와 5시 사이
- 오정연 - 3시와 5시 사이
- 김보민 - 3시와 5시 사이
- 손미나 - 상쾌한 아침
- 홍소연 - 상쾌한 아침
- 최원정 - 상쾌한 아침
- 백승주 - 상쾌한 아침
- 조수빈 - 상쾌한 아침
- 이지애 - 상쾌한 아침
- 정다은 - 상쾌한 아침
- 김도연 - 상쾌한 아침
- 이지연 - 상쾌한 아침
- 변기수 - 미스터 라디오
- 김승우 - 김승우 장항준의 미스터 라디오
- 장항준 - 김승우 장항준의 미스터 라디오, 장항준 김진수의 미스터 라디오
- 김경란 - 김경란의 러빙유
- 유희열 - 유희열의 라디오 천국
- 이특, 은혁 - 키스 더 라디오
- 성민, 려욱 - 키스 더 라디오
- 이홍기 - 키스 더 라디오
- 곽진언 - 키스 더 라디오
- 박원 - 키스 더 라디오
- 버벌진트 - 팝스 팝스
- 하림 - 하림, 조정치의 2시
- 조정치 - 하림, 조정치의 2시 / 조정치, 장동민의 2시
- 최다니엘 - 팝스 팝스
- 박준형, 김다래 - 라디오 천하무적
- 김현철 - 뮤직플러스
- 장윤주 - 옥탑방 라디오
- 김지원 - 옥탑방 라디오
- 엄지인 - 옥탑방 라디오
- 장동민 - 장동민,레이디제인의 2시
- 레이디제인 - 장동민,레이디제인의 2시 / 레이디제인의 2시
- 황인용 - 황인용의 영팝스
- 강한나 - 볼륨을 높여요
- 정은지 - 가요광장
- Young K - 키스 더 라디오
- 김진수 - 장항준 김진수의 미스터 라디오
- 박은영 - FM대행진
- 이기광 - 가요광장
- 이민혁 - 키스 더 라디오
- 헤이즈 - 볼륨을 높여요
- 청하 - 볼륨을 높여요
- 박소현 - 상쾌한 아침, 설레는 밤
- 이윤정 - 설레는 밤

### 방송 시작 멘트
여기는 KBS 제2FM(Cool FM)입니다.

 - 이현주 아나운서
FM 89.1㎒ KBS 쿨 FM 방송입니다. 정성을 다하는 KBS 라디오가 OO시를 알려드립니다.

 -광고가 없는 경우에 사용했지만, 현재는 새벽 4시 시보에만 사용함.
(광고주)가(이) OO시를 알려드립니다.

 (KBS 쿨 FM 로고송 후 시보)
좋은 방송 밝은 내일 KBS가 잠시후 OO시를 알려드립니다. FM 89.1㎒ KBS 제2FM 방송입니다.

89.1㎒ KBS 제2FM 방송입니다.

89.1㎒ KBS 쿨 FM방송입니다.

89.1㎒ KBS 쿨 FM입니다.

잠시 후 OO시를 알려드립니다. 즐거움이 있는 대중음악 채널, 89.1㎒ KBS 쿨FM입니다.

-한때 밤 11시 시보에 사용.
잠시 후 OO시부터는 OOO의 OOOO를(을) 보내드립니다.(이어집니다) 89.1㎒ KBS 쿨FM입니다.

 (로고송 후 시보)
즐거움이 있는 대중음악 채널, 89.1㎒ KBS 쿨FM입니다.

 (로고송 후 시보)
커피에 반하다 커반 제공시보 OO시를 알려드립니다.

 (로고송 없이 시보)
새로워진 21년형 넥쏘가 OO시를 알려드립니다.

(2021년 2월부터 에듀윌 시보 빈자리에 채웠다.)
~U-KBS MUSIC이 OO시를 알려드립니다. 대한민국 음악중심 U-KBS MUSIC

 (로고송후 시보)
대한민국 음악중심 U-KBS MUSIC, (광고주)이(가) OO시OO분을 알려드립니다.

 (로고송 없이 시보)

## 제공 시보

### 현재

#### 정각 시보
- 현대자동차 (시보 알림 : 08시, 11시, 17시, 18시, 21시, 22시 시보 제공)
- 캐롯손해보험 (시보 알림 : 09시, 14시, 15시, 19시, 23시 시보 제공)
- AK 플라자 (시보 알림 : 01시, 04시, 17시 시보 제공)
- 할인중독 (시보 알림 : 00시, 10시, 16시 시보 제공)
- 광고가 없는 시보[18] (시보 알림 : 01시, 02시, 03시, 04시, 05시, 06시, 07시, 12시, 13시, 20시 무광고 시보 제공)

#### 30분 시보
- 현대자동차
- 캐롯손해보험
- AK 플라자
- 할인중독
- 광고가 없는 시보

### 과거
- 현대해상
- SK텔레콤
- 현대카드
- 일동후디스
- 아시아나항공
- 삼성증권
- 하나은행
- 귀뚜라미보일러
- 대우건설
- YES24
- LG전자
- 쉐보레
- 에듀윌
- AK플라자[19]

## 로고송
| “ | 사랑하기 때문에~ (KBS) | ” |

| “ | KBS! 쿨~FM~ | ” |

| “ | Listen to the music~~ Listen to the music~ U~ U~ (두번 반복) KBS MUSIC (U-KBS MUSIC) | ” |

 - DMB만 해당
| “ | 마음 속 가득 만들었음을 그대와 나의 U-KBS MUSIC | ” |

 - DMB만 해당

## 방송 송출 시설망
| 송신소                | 주파수     | 출력 | 호출부호 | 송신소 위치                             | 비고 |
| --------------------- | ---------- | ---- | -------- | --------------------------------------- | ---- |
| 호텔 롯데 월드 송신소 | FM 89.1MHz | 10kW | HLSA-FM  | 서울특별시 송파구 삼전로13길 37         |      |
| 성남 중계소           | FM 97.7MHz | 20W  | HLSA-FM  | 경기 성남시 중원구 은행2동 산2-2 검단산 |      |
| 진촌 중계소           | FM 90.9MHz | 100W | HLSA-FM  | 인천 옹진군 백령면 북포리 산138-3       |      |

- 수신 가능지역은 서울특별시, 경기도, 인천광역시 전 지역과 충청남도[21] 일부와, 충청북도 북부 일부 지역, 강원특별자치도 영서 일부 지역이며, 그 외 지역은 DMB V-Radio 채널인 U-KBS MUSIC을 통하거나 KBS 홈페이지에 접속해서 KBS 콩 프로그램을 다운로드 받아 청취가 가능하다. 수신 가능지역은 수신 장비에 따라 그 외의 지역에서도 수신이 가능할 수 있다.

## 특집 프로그램

### OO일간의 음악여행
설날, 추석 명절 연휴기간에 방송하는 특집 프로그램이다. 쿨FM, 해피FM의 모든 프로그램이 특집을 마련하여 평상 시보다 음악을 많이 들려주는 특집 방송이다. 이 날 각각 프로그램 특집 코너를 마련하여 사전에 사연을 접수한다.
2010년 추석에는 쿨FM에서 오전 9시부터 밤 10시까지 각 프로그램 DJ들이 추석 연휴 내내 생방송되는 '추석특집 live BGM 3일간의 음악여행'이라는 특집을 방송되었다. 2014년 추석에는 본 이름 대신 '당신이 선물입니다'라는 이름으로 연휴 특집이 방송되었다.
- 프로그램 문자 참여 #8910(정보이용료 100원)

## 같이 보기
- KBS 제1FM
- OBS 라디오
- Gugak FM
- 국회방송